# Asilomar konferencija o korisnoj veštačkoj inteligenciji
Konferencija Asilomar o korisnoj veštačkoj inteligenciji bila je konferencija koju je organizovao Institut za budućnost života, koja je održana od 5. do 8. januara 2017. u Asilomar konferencijskim terenima u Kaliforniji. Više od 100 vodećih mislilaca i istraživača u oblasti ekonomije, prava, etike i filozofije sastalo se na konferenciji, kako bi se pozabavili i formulisali principe korisne veštačke inteligencije. Njen ishod je bio stvaranje seta smernica za istraživanje veštačke inteligencije – 23 Asilomarskih VI principa.